# Berta Bock
Berta Johanna Amalie Bock, née Spech le 15 mars 1857 à Hermannstadt et morte le 4 avril 1945 à Sibiu, est une compositrice roumaine.

## Biographie
Berta Bock naît à Hermannstadt, dans la région de Transylvanie (aujourd'hui Sibiu, en Roumanie). En plus de son métier de compositrice, elle enseigne le piano et le chant.
Elle meurt à Sibiu en 1945,.

## Œuvres
Bock a composé un opéra, plusieurs ballets et des chants pour voix et piano.
- Die Pfingstkrone, opéra[1]
- Die alte Linde, op. 10 no 4 (Texte : Anna Schullerus)
- Ich sah im Felde, op. 12 no 5 (Texte : R. Kandt)
- Noch bin ich jung, op. 6 no 3 (Texte : Helene Tiedemann)
- Über den Bergen, op. 9 no 1 (Texte : Karl (ou Carl) Busse)
- Vor der Schmiede, op. 7 no 1 (Texte : Reinhard Volker)[4]